# Schönberg (monte)
Il Schönberg con 2.104 m s.l.m. è una montagna della Catena del Reticone nelle Alpi Retiche occidentali. Si trova nel comune di Vaduz e Schaan.